# Тяк, Владимир Андреевич
Владимир Андреевич Тяк (20 января 1909 — 10 сентября 2001) — таксидермист г. Костромы, создатель экспозиций отдела природы Костромского историко-архитектурного и художественного музея-заповедника, и районных краеведческих музеев Костромской области, Заслуженный работник культуры РСФСР, Ветеран труда РСФСР.

## Биография
Родился в 1909 году в крестьянской семье в посёлке Раслово Судиславского уезда Костромской губернии. Его отец занимался обработкой земли и кузнечным ремеслом.
С ранних лет Владимир помогал родителям по хозяйству и учился кузнечному делу. С детства увлекался рыбалкой. Дядюшка Владимира — Пётр — привил мальчику любовь к охоте. Впоследствии юноша начал интересоваться технологией изготовления чучел.
В 1930 году ушел служить в Красную Армию. По возвращении в 1932 году уехал в Кострому и начал работать обрубщиком в литейном цехе завода «Рабочий металлист». После окончания курсов сдал экзамены на слесаря III разряда и перевёлся в экскаваторный сборочный цех.
С 1941 по 1954 гг. работал мастером закрытого цеха. Всё свободное время уделял своему хобби — изготовлению чучел. Со временем Тяк стал известным в Костроме таксидермистом-самоучкой.
В 1955 году Тяк принял тяжёлое решение сменить место работы и устроиться в Отдел природы Костромского краеведческого музея. По направлению с нового места работы Тяк прошёл стажировку у Николая Васильевича Кузнецова — мастера-таксидермиста из Ярославля. По завершении стажировки Тяк приступил к самостоятельной работе. Открытие естественно-научной экспозиции, созданной им, произошло в 1965 году.
Будучи художником-экспозиционером и таксидермистом, Тяк проработал в музее 40 лет. Им были оформлены отделы природы в краеведческих музеях 11-ти районов Костромской области. Тяк передал свой опыт ученикам из разных городов: Костромы, Иванова, Ярославля, Горького и др.
Скончался 10 сентября 2001 года. С 2002 года ознакомиться с его работами можно в Музее природы Костромской области.